# ロング・ウィークエンド (2021年の映画)
『ロング・ウィークエンド』（原題:Long Weekend）は2021年に公開されたアメリカ合衆国のロマンティック・コメディ映画である。監督はスティーヴン・バジロン、主演はフィン・ウィットロックとゾーイ・チャオが務めた。本作はバジロンの映画監督デビュー作となった。
本作は日本国内で劇場公開されなかったが、2021年11月10日にデジタル配信が始まる予定である。

## 概略
小説家になるという夢を諦めてからと言うもの、バートには何一つ良いことがなかった。やけ酒を煽った状態で映画を見に行ったバートだったが、そのまま寝落ちしてしまい、見知らぬ女性（ヴィエナ）に起こされたときには、映画の上映は既に終わっていた。その後、バートはヴィエナと意気投合し、一夜にしてベッドを共にする仲となった。
「ようやく人生の運気が上向いてきた」と喜んでいたバートだが、徐々にヴィエナへの疑念を抱き始めた。と言うのも、ヴィエナがプライベートについて一切語ろうとしないのである。ほどなくして、バートはその理由をヴィエナ本人に問いただしたが、彼女から返ってきた答えは俄かには信じがたいものであった。ヴィエナは病気の母親を救うために2052年の世界からやって来たタイムトラベラーなのだという。

## キャスト
- バート：フィン・ウィットロック
- ヴィエナ：ゾーイ・チャオ
- ダグ：デイモン・ウェイアンズ・Jr
- レイチェル：ケイシー・ウィルソン
- パトリシア：ウェンディ・マクレンドン＝コーヴィ
- ラリー：ジム・ラッシュ
- テディ：カーター・モーガン

## 製作・音楽
2019年9月26日、本作の主要キャストが発表された。2021年3月12日、マディソン・ゲート・レコーズが本作のサウンドトラックを発売した。

## マーケティング・興行収入
2021年2月18日、ステージ6・フィルムズが本作の全米配給権を獲得したとの報道があった。25日、本作のオフィシャル・トレイラーが公開された。3月12日、本作は全米814館で封切られ、公開初週末に24万5182ドルを稼ぎ出し、週末興行収入ランキング初登場11位となった。

## 評価
本作に対する批評家の評価は好意的なものとなっている。映画批評集積サイトのRotten Tomatoesには42件のレビューがあり、批評家支持率は67%、平均点は10点満点で6.5点となっている。サイト側による批評家の見解の要約は「どんでん返しが際立っているが、それ以外はロマコメの伝統の枠内に収まっている。『ロング・ウィークエンド』が良質の作品に仕上がったのは、主演2人が織りなす見事なケミストリーのお陰でもある。」となっている。また、Metacriticには13件のレビューがあり、加重平均値は53/100となっている。